# CTW0404
CTW0404は、5-HT2A受容体の陽性アロステリック調節因子であり、関連する5-HT2Bおよび5-HT2Cサブタイプに対しては中性または陰性アロステリック調節因子であると記載されている実験薬である。動物実験ではhead-twitch responseを起こさず、2,5-ジメトキシ-4-ヨードアンフェタミン（DOI）によるhead-twitch responseを減少させることから、ある種のシグナル伝達経路に選択的な偏ったアロステリック調節因子である可能性が示唆される。